# 月の203号室
月の203号室（つきのにいまるさんごうしつ）は日本のアコースティックデュオである。

## メンバー
- 西畑 春之介（にしはた はるのすけ、1980年5月23日（44歳） - ）ボーカル・ギター。石川県出身

幼少期から演歌のレッスンを受けていた。学生時代は野球に熱中。
- 蓮本 俊介（はすもと しゅんすけ、1981年6月21日（43歳） - ）ピアノ・カホーン・ドラム・鍵盤等 多岐。奈良県出身

幼少期からドラムのレッスンを受けていた。学生時代はバレーボールに熱中。
2人とも作詞作曲を担当している

## 略歴
- 東京で出会い、バンドを結成。3、4人とメンバーも入れ替わり、2000年夏、現在の2人のスタイル「月の203号室」結成。ひたすら作詞・作曲・デモテープ作りに励む。
- 2005年より大塚WelcomeBackにてライブ活動を開始。同年3月、ポニーキャニオン、研音よりメジャーデビュー。

メジャーデビュー曲である「うた」は、詩人サトウハチローの生涯を描いたNHK連続ドラマの連続ドラマ「ハチロー〜母の詩、父の詩〜」（唐沢寿明主演）主題歌に抜擢されスマッシュヒット。
- 2008年には、書下ろし楽曲「その帆を広げて」が「鹿児島カップ 火山めぐりヨットレース」の第20回大会記念イメージソングに選ばれる。
- 2009年6月にミニアルバム「STORY ONE」をリリース。東京を中心に北海道や仙台でライブ活動を積極的に行い、スタジオ録音に劣らないレベルの高い演奏が評判となる。
- 2010年3月9日にはJ-POP系アーティストの出演は稀な上野の東京文化会館でライブを実施。同年9月20日には東京・武蔵野公会堂、11月には大阪、2011年2月には再び東京文化会館でワンマンライブを行った。

## 概要
- 出会った当時、それぞれに住んでいた部屋の番号が偶然にも同じ203であったことと、「月に部屋があって、そっとのぞいてみるとこんな音楽が流れていた」という月の放つ光の優しく切ないイメージが彼らの音楽の世界観に重なったことから、このユニット名がつけられた。
- 「新宿たかのや」でのマンスリーワンマンライブ、都内ライブハウス・フリーライブスペースなどでライブ活動を継続しつつ、老人ホームでのボランティアライブを行っている。
- 本人達曰く「お互いに正反対、持ってない部分を互いに補い合っている」
- 同じく研音に所属していた、歌手の奥田みわ（旧名、本名・奥田美和子）と親交がある。
- 東京都港区麻布十番にて毎年8月に行われる「麻布十番納涼祭」に出演する場合がある。

## ディスコグラフィー

### シングル
- うた（2005年3月2日）ドラマ「ハチロー〜母の詩、父の詩〜」主題歌
  1. 「うた」
  2. コンクリートの花
- しあわせのうた（2005年10月19日）
  1. しあわせのうた
  2. 恋人であり、真友であり
- 入道雲と秘密基地（2006年7月19日）
  1. 入道雲と秘密基地
  2. 願い
  3. 海岸電車 〜Live Version〜
- 一駅歩こう（2011年4月20日）
  1. 一駅歩こう
  2. 手紙
  3. 暗闇の道標
- 恋はゆらゆら（2012年7月25日）
  1. 恋はゆらゆら
  2. 今夜もさよなら
- ずっと（2012年10月24日）
  1. ずっと
  2. Merry Little X’mas

### アルバム
- STORY ONE（2009年6月10日）
  1. family
  2. two star
  3. hello
  4. 最後の朝焼け
  5. 夢続けて
  6. ホントによかった

- 信じる勇気（ミニアルバム）
  1. ゆっくりいこう
  2. 太陽
  3. ヘビースモーカー
  4. 信じる勇気